# Thank You for Loving Me
Thank You for Loving Me is een nummer van de Amerikaanse rockband Bon Jovi uit 2000. Het is de derde en laatste single van hun zevende studioalbum Crush.
"Thank You for Loving Me" is een power ballad in de lijn van Bed of Roses en Always. Het nummer werd een redelijke hit in voornamelijk Europa. In de Amerikaanse Billboard Hot 100 was het met een 57e positie niet erg succesvol. In de Nederlandse Top 40 haalde het een bescheiden 19e positie, en in de Vlaamse Ultratop 50 kwam het nummer twee plekken hoger.